# Werner (Liesborn)
Abt Werner (* unbekannt; † 4. Juni 1224 in Utrecht) war von 1198 bis 1221 Abt des Benediktinerklosters Liesborn und 1221 bis 1224 des Paulsklosters in Utrecht.

## Leben
Werner arbeitete vier Jahre lang als Propst in dem Benediktinerkloster Malgarten bei Bersenbrück, bevor er nach dem Tod des vorherigen Abts Engelbert am 13. Oktober 1198 zum fünften Abt des Klosters Liesborn gewählt wurde. Chroniken überliefern seine Konsekration am 17. Januar des folgenden Jahres durch den Bischof Hermann II. von Münster. Er blieb in Liesborn für 23 Jahre. Während dieser Zeit taucht er mehrmals als Zeuge für den münsteraner Bischof, den Grafen Gottfried II. von Arnsberg und einmalig um 1200 auch für den Erzbischof von Köln Adolf von Altena auf. Möglicherweise war er als Domherr von Münster tätig und hatte dadurch vermehrt Kontakt zum hiesigen Bischof. Während Werners Abtstätigkeit übertrug der Graf von Arnsberg dem Kloster mehrere Güter und Zehnte. 1221 verließ Werner Liesborn und ging nach Utrecht, wo er im Paulskloster wieder als Abt in Erscheinung trat. 1224 verstarb er vermutlich am gleichen Ort. Seine Beisetzung erfolgte wieder in Liesborn in der St. Johann-Baptist-Kapelle.